# Sandvika (Hedmark)
Sandvika este o localitate din comuna Stange, provincia Hedmark, Norvegia.